# Fondeadero Navidad
Der Fondeadero Navidad (spanisch für Weihnachtsankerplatz) ist eine Bucht der Nansen-Insel vor der Danco-Küste des Grahamlands im Norden der Antarktischen Halbinsel. 
Argentinische Wissenschaftler benannten sie.